# Campo do Brito
Campo do Brito è un comune del Brasile nello Stato del Sergipe, parte della mesoregione dell'Agreste Sergipano e della microregione dell'Agreste de Itabaiana.